# Distretto di Fengze
Il distretto di Fengze (丰泽区S, Fēngzé QūP) è un distretto della Cina, situato nella provincia del Fujian.